# Озёрки (Гавриловский район)
Озёрки — упразднённый посёлок в Гавриловском районе Тамбовской области России. На момент упразднения входил в состав Булгаковского сельсовета.

## География
Урочище находится в восточной части Тамбовской области, в лесостепной зоне, в пределах Приволжской возвышенности, на левом берегу реки Кашмы, на расстоянии примерно 19 километров (по прямой) к северо-западу от села Гавриловка 2-я, административного центра района. Абсолютная высота — 177 метров над уровнем моря.

### Климат
Климат умеренно континентальный, относительно сухой, с холодной продолжительной зимой и тёплым летом. Средняя температура воздуха самого холодного месяца (января) — −11,3 °C (абсолютный минимум — −43 °C); самого тёплого месяца (июля) — 19,7 °C (абсолютный максимум — 39 °С). Среднегодовое количество атмосферных осадков составляет около 500 мм. Продолжительность залегания снежного покрова составляет в среднем 140 дней.

## История
Исключён из учётных данных в марте 2015 года, как фактически прекративший своё существование.

## Население
| 2002 | 2010 |
| ---- | ---- |
| 0    | →0   |